# Eißendorf
Eißendorf, Hamburg-Eißendorf — dzielnica miasta Hamburg w Niemczech, w okręgu administracyjnym Harburg. Od 1867 w granicach miasta. 
W dzielnicy od 1998 mieszkał Muhammad Ata — egipski terrorysta, zamachowiec samobójca, przywódca zamachów z 11 września 2001.